# 이호윤
이호윤 (1982년 6월 5일~)은 대한민국의 음악 아티스트이다. 작곡가이자 연주가이며, 활동할 때는 SAZA 라는 예명을 사용한다.
국악을 전공했으며, 국가지정문화재 82-4호 남해안별신굿 이수자이다.
전통음악과 전자음악을 기반으로 한 현대음악을 만드는 작곡가로 알려져 있으며, 연주가로도 활동하고 있다.

## 주요 개인앨범
2015.12.23 [HOYOUN]
2017.06.14 [HOYOUN2]
2017.11.24 [I.M]
2018.06.19 [DUB T]
2019.03.26 [Printemps]
2019.06.21 [My Choreography]
2020.07.15 [Thanks To Baby Lions]
2021.07.14 [Balloon Dance]
2021.12.23 [motionlessly]

## 주요 단독공연
2016.06.11 [이호윤의 음악이 나니 춤 추어가고]
2017.03.11 [이호윤 SAZA(춘천구경)]
2021.3.13 [SAZA의 A little thing to appreciate(사소한 것들에 대한 고마움(Purple box)]

## 작곡 활동
무용의 움직임에서 영감을 얻어 작곡한 음악이 주를 이루며,
현대무용 작품에서 음악감독의 역할을 하기도 한다.
음악감독으로 참여한 주요 작품은 다음과 같다.

2019.4.25~27 국립무용단 넥스트스텝2 [Printemps]
2019.10.16~17 서울국제공연예술제 SPAF [창백한 푸른 점]

### Instagram
SAZA_hoyoun 보관됨 2021-07-29 - 웨이백 머신

### Youtube
SAZA
SAZA Official

### Twitch
SAZAmusic